# Festival Internacional de Cine de Cannes de 1973
La 26ª edición del Festival Internacional de Cine de Cannes se desarrolló entre el 12 y el 27 de mayo de 1973.La Palma de Oro fue otorgada a El equívoco de Alan Bridges y Espantapájaros de Jerry Schatzberg. En este festival se añadieron dos nuevas secciones no competitivas: Étude et documents y Perspectives du Cinéma Français (iniciada por la Sociedad de directores de cine francés y que durará hasta 1991).
El festival se abrió con Godspell, de David Greene, y se cerró con Lady Sings the Blues, de Sidney J. Furie. Swastika, un documental de Philippe Mora, obtuvo reacciones negativas y causaron disturbios entre el público mostrando la vida social y cotidiana de Adolf Hitler. La montaña sagrada de Alejandro Jodorowsky, crearon polémica en el festival a causa de su representación de violencia extrema.

## Jurado

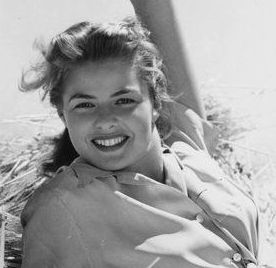
Ingrid Bergman, presidenta del jurado

Las siguientes personas fueron nominadas para formar parte del jurado de la competición principal en la edición de 1973:
- Ingrid Bergman (Suecia) Presidenta
- Jean Delannoy (Francia)
- Lawrence Durrell (Gran Bretaña)
- Rodolfo Landa (México)
- Bolesław Michałek (Polonia) (crítico)
- François Nourissier (Francia)
- Leo Pestelli (Italia) (periodista)
- Sydney Pollack (EE. UU.)
- Robert Rozhdestvensky (URSS) (autor)

Cortometrajes
- Robert Enrico (Francia) Presidente
- Samuel Lachize (Francia) (crítico)
- Alexandre Marin

## Selección oficial
Las siguientes películas compitieron por la Palma de Oro:

### En competición – películas
- Ana y los lobos de Carlos Saura
- Belle de André Delvaux
- La Mort d'un bûcheron de Gilles Carle
- The Effect of Gamma Rays on Man-in-the-Moon Marigolds de Paul Newman
- Electra Glide in Blue de James William Guercio
- La Planète sauvage de René Laloux
- Le Far-West de Jacques Brel
- Godspell de David Greene
- La Grande Bouffe de Marco Ferreri
- El equívoco de Alan Bridges
- Bisturi, la mafia bianca de Luigi Zampa
- El sanatorio de la clepsidra de Wojciech Jerzy Has
- La invitación (L'invitation) de Claude Goretta
- Jeremy de Arthur Barron
- Amor y anarquía de Lina Wertmüller
- La maman et la putain de Jean Eustache
- Monolog de Ília Averbakh
- O Lucky Man! de Lindsay Anderson
- Un Amleto di meno de Carmelo Bene
- L'altra imatge de Antoni Ribas
- Petőfi '73 de Ferenc Kardos
- Espantapájaros de Jerry Schatzberg
- A Promessa de António de Macedo
- Vogliamo i colonnelli de Mario Monicelli

## Películas fuera de competición
- Gritos y susurros d eIngmar Bergman
- La nocha americana de François Truffaut
- A Doll's House de Joseph Losey
- Future Shock de Alex Grasshoff
- La montaña sagrada de Alejandro Jodorowsky
- Lady Sings the Blues de Sidney J. Furie
- Lo Païs de Gérard Guérin
- Olivier Messiaen et les Oiseaux de Michel Fano, Denise Tual
- Picasso, Peintre Du Siècle 1900-1973 de Lauro Venturi
- L'Impossible Objet de John Frankenheimer
- Swastika de Philippe Mora
- Visions of Eight de Miloš Forman, Claude Lelouch, Yuri Ozerov, Mai Zetterling, Kon Ichikawa, John Schlesinger, Arthur Penn, Michael Pfleghar
- Wattstax de Mel Stuart
- We Can't Go Home Again de Nicholas Ray

### Cortometrajes en competición
Los siguientes cortometrajes competían para la Palma de Oro al mejor cortometraje:
- Az 1812-es év de Sándor Reisenbüchler
- Balablok de Břetislav Pojar
- Langage du geste de Kamal El Sheikh
- La Ligne de sceaux de Jean-Paul Torok
- Skagen 1972 de Claus Weeke
- Space Boy de Renate Druks[10]
- La Tête d eEmile Bourget

## Secciones paralelas

### Semana Internacional de la Crítica
Las siguientes películas fueron elegidas para ser proyectadas en la Semana de la Crítica (12º Semaine de la Critique):
- Le Charbonnier de Mohamed Bouamari (Argelia)
- Gaki zoshi de Yoichi Takabayashi (Japón)
- Ganja & Hess de Bill Gunn (EE. UU.)
- Kashima Paradise de Yann Le Masson, Bénie Deswarte (Francia)
- Ya no basta con rezar d'Aldo Francia (Chile)
- Vivre ensemble d'Anna Karina (Francia)
- Non ho tempo d'Ansano Giannarelli (Italia)
- Nunta de piatră de Mircea Veroiu, Dan Pita (Rumanía)

### Quincena de Realizadores
Las siguientes películas fueron elegidas para ser proyectadas en la Quincena de Realizadores de 1973 (Quinzaine des Réalizateurs):
- Aguirre, la cólera de Dios de Werner Herzog (RFA)
- Al Asfour de Youssef Chahine (Egipto)
- Toda Nudez Sera Castigada de Arnaldo Jabor (Brasil)
- La villeggiatura de Marco Leto (Italia)
- La città del sole de Gianni Amelio (Italia)
- Kaigenrei de Yoshishige Yoshida (Japón)
- Meres tou '36 de Theo Angelopoulos (Grecia)
- Desaster de Reinhard Hauff (RFA)
- Drustvena Igra de Srdjan Karanovic (Yugoslavia)
- El Cambio de Alfredo Joskowicz (México)
- Farlige Kys de Henrik Stangerup (Dinamarca)
- Hannibal de Xavier Koller (Suiza)
- Geschichtsunterricht de Jean-Marie Straub, Danièle Huillet (RFA)
- Bel ordure de Jean Marboeuf (Francia)
- Metamorfosis del jefe de la policía política de Helvio Soto (Chile)
- Payday de Daryl Duke (EE. UU.)
- Fotográfia de Pal Zolnay (Hungría)
- Quem é Beta? de Nelson Pereira Dos Santos (Brasil)
- Réjeanne Padovani de Denys Arcand (Canadá)
- Some Call It Loving de James B. Harris (EE. UU.)
- Slonce wschodzi raz na dzien de Henryk Kluba (Polonia)
- Touki Bouki de Djibril Diop Mambety (Senegal)
- Une saison dans la vie d'Emmanuel de Claude Weisz (Francia)
- La vita in gioco de Gianfranco Mingozzi (Italia)
- Wedding in White de William Fruet (Canadá)
- Zwartziek de Jacob Bijl (Holanda)

Cortometrajes
- Ein Leben de Herbert Schramm (RFA)
- El hombre que va a misa de Bernardo Borenholtz (Argentina)
- Ermitage de Carmelo Bene (Italia)
- Fil a fil de Christian Paureilhe (Francia)
- Grey City de Farshid Meshgali (Irán)
- Introduction a la musique d'accompagnement de Jean-Marie Straub, Danièle Huillet (RFA)
- L'audition de Jean-François Dion (Francia)
- La version originelle de Paul Dopff (Francia)
- Le lapin chasseur de Thomas Lehestre (Francia)
- Le soldat et les trois sœurs de Pascal Aubier (Francia)
- Le travail du comédien de Atahualpa Lichy (Francia)
- Le ventriloque de Carmelo Bene (Italia)
- Moc de Vlatko Gilic (Yugoslavia)
- Pourquoi de Jean-Denis Berenbaum (Francia)
- Rendez-vous romantique de Michka Gorki (Francia)
- Simplexes de Claude Huhardeaux (Francia)
- Take Off de Gunvor Nelson (EE. UU.)
- Zastave de Zoran Jovanovic (Yugoslavia)

## Palmarés

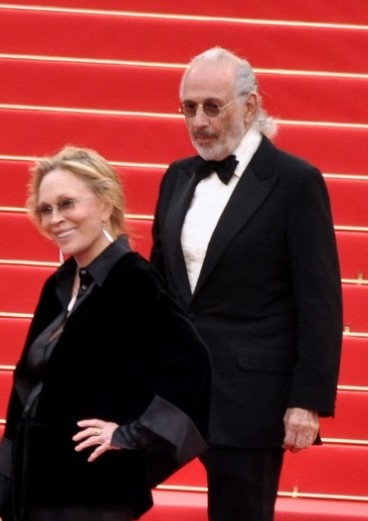
Jerry Schatzberg (aon Faye Dunaway), ganador del Grand Prix

Los galardonados en las secciones oficiales de 1973 fueron:
- Palma de Oro: 
  - El equívoco de Alan Bridges
  - Espantapájaros de Jerry Schatzberg
- Gran Premio del Jurado: La maman et la putain de Jean Eustache
- Premio a la mejor dirección: Costa Gavras por Section spéciale y Michel Brault por Les Ordres.
- Premio a la interpretación masculina:  Giancarlo Giannini por Amor y anarquía
- Premio a la interpretación femenina: Joanne Woodward por The Effect of Gamma Rays on Man-in-the-Moon Marigolds
- Premio del Jurado:
  - El sanatorio de la clepsidra de Wojciech Has
  - La invitación de Claude Goretta
- Premio especial: La Planète sauvage de René Laloux
- Mejor primer trabajo: Jeremy de Arthur Barron
- Gran Premio Técnico: Gritos y susurros de Igmar Bergman.
- Palma de Oro al mejor cortometraje: 'Balablok de Břetislav Pojar
- Premio del Jurado al mejor cortometraje: Az 1812-es év de Sándor Reisenbüchler

### Premios independentes
Premios FIPRESCI
- - La Grande Bouffe de Marco Ferreri
  - La maman et la putain de Jean Eustache

Commission Supérieure Technique
Gritos y Susurros de Ingmar Bergman
Premio OCIC
- Espantapájaros de Jerry Schatzberg

## Media
- INA: Apertura del Festival de Canes (en francés)
- INA: Entrevista con Jerry Schatzberg por Scarecrow (en francés),(en inglés)

## Ceremonias
- Datos: Q925498